# الدوري الإكوادوري لكرة القدم 1966
الدوري الإكوادوري لكرة القدم 1966 (بالإسبانية: Campeonato Ecuatoriano de Fútbol 1966)‏ هو الموسم 8 من الدوري الإكوادوري لكرة القدم. أشرف على تنظيمه اتحاد الإكوادور لكرة القدم، وكان عدد الأندية المشاركة فيه 16، وفاز فيه برشلونة جواياكويل.